# Groove Is in the Heart
A Groove Is in the Heart című dal a Deee-Lite formáció debütáló kislemeze a World Clique című albumról, mely 1990 végén jelent meg, és számos országban szerepelt a listákon, viszont a csapat egyszámos előadónak számít, bár voltak sikerei, a debütáló dalt máig nem sikerült felülmúlni.

## Háttérszereplők
A dalt egy igazán jól táncolható szerelmes dal, mely diszkó, funky, és hiphopelemeket is tartalmaz. A dal alapjai Herbie Hancock Bring Down the Birds és Veron Burch Get Up alapjaira épül. A videóklipben Bootsie Collins és Q-Tip a Tribe Called Quest csapatból is szerepelt. 
A dal az US Hot Dance Club Play listán is szerepelt, illetve a Billboard Hot 100-as listáján. Ausztráliában egy héten át vezette a listát 1990 novemberében.

## Helyezések
A dal az Egyesült Királyságban rekordot döntött, és meg is jelent dupla A oldalas bakelitlemezen, melyen szerepelt a What Is Love című dal, illetve a Groove Is in the Heart Peanutbutter remixe is. A dal 1990 szeptemberében landolt a brit slágerlistákon. A dal a Steve Miller Band The Joker című dalával versenyzett a slágerlistákon, viszont az uralkodó a Deee-Lite volt, és csupán csak egy hellyel alatta volt a The Joker című Steve Miller Band-dal, viszont a lemezeladások jelentősen megnövelték a konkurens dal sikerét, így lecsúszott a Deee-Lite a listákról. A The Joker három hétig volt a slágerlisták élén.

## Videóklip
A dal videóklipjében Q-Tip, Maceo Parker és Bootsie Collins mögött egy rajzfilmszerű háttér látható, a színek, és hátterek állandó váltakozásával. A videót az énekesnő Lady Miss Kier „faux-francia” idézete nyitja, majd a klip végén szintén Lady Miss Kier zárja a videót a Deee Groovy felkiáltással. A dalban természetesen Bootsie Collinsnak is jut egy mondat: „I just wanted you to know that groove is in the heart, and Deee-Lite have definitely been known to smoke... on stage, that is!”

## A dal egyéb médiákban
A dalt számos filmben, videójátékban is felhasználták. Legutóbb a Férj és férj című alkotásban hallhattuk, de volt már filmzene a Charlie Angyalaiban is.

## Megjelenések
7"  U.S  Elektra – 7-65930
- A	Groove Is In The Heart 3:52
- B	Power Of Love 4:00

MC Single  Ausztrália Elektra – 755966613-4
- A1	Groove Is In The Heart (Meeting Of The Minds Mix) 5:10
- A2	Groove Is In The Heart (Peanut Butter Radio Mix) 3:29
- B1	What Is Love? (Holographic Goatee Mix) 4:10
- B3	What Is Love? (Rainbow Beard Mix) 4:02

CD Single  U.S  Elektra – 9 66609-2
1. Groove Is In The Heart (LP Version) 3:55
2. Groove Is In The Heart (Peanut Butter Radio Mix)	3:32
3. Groove Is In The Heart (Meeting Of The Minds Mix) 5:14
4. Groove Is In The Heart (Jellyjam Beats) 2:12
5. What Is Love? (Holographic Goatee Mix) 4:13
6. What Is Love? (Frenchapella) 0:57
7. What Is Love? (Rainbow Beard Mix) 4:03

## Közreműködők
- Producer: Bill Coleman
- Sampla-Delic Productions
- Mérnök: Bob Power Caliope
- Keverés: Mike "Tweekin" Rogers

## Slágerlista
| Slágerlista(1990/91)                 | Legjobb helyezés |
| ------------------------------------ | ---------------- |
| Ausztrál ARIA kislemez lista         | 1                |
| Osztrák kislemez lista               | 25               |
| Holland Top 40                       | 10               |
| Francia SNEP kislemez lista          | 31               |
| Német kislemez lista                 | 17               |
| Ír kislemez lista                    | 8                |
| Új-Zéland kislemez lista             | 2                |
| Svájc kislemez lista                 | 13               |
| Angol kislemez lista                 | 2                |
| U.S. Billboard Hot 100               | 4                |
| U.S. Billboard Hot Dance Club Play   | 1                |
| U.S. Billboard Hot R&B/Hip Hop Songs | 28               |

| Összesített éves lista (1990) | Pozíció |
| ----------------------------- | ------- |
| Ausztrál kislemez lista       | 38      |
| Holland Top 40                | 86      |

| Ország | Tanúsítvány | Dátum            | Eladás  |
| ------ | ----------- | ---------------- | ------- |
| U.S.   | Arany       | 1990 november 13 | 500,000 |